# 出雲の阿国 (小説)
出雲の阿国（いずものおくに）は、有吉佐和子の小説。中央公論新社の『婦人公論』1967年1月号より連載。1969年から1972年にかけて同社より三巻本で刊行された。1969年度芸術選奨受賞および日本文学大賞受賞作品。
1973年にNETテレビで、2006年にNHKでテレビドラマ化された。

## テレビドラマ

### 1973年版
1973年1月1日から4月16日まで、NETテレビ（テレビ朝日）のポーラ名作劇場で放送。
- 出演者：佐久間良子、緒形拳　ほか

### 2006年版
2006年1月13日から2月17日まで「金曜時代劇」枠で放送された。
1966年より中断期間を挟みつつも40年間放送されてきた「金曜時代劇」の名を冠したNHK時代劇は本作が事実上の最終作品となった（「金曜時代劇」は2006年2月24日から3月31日に再放送された『柳生十兵衛七番勝負』を以て完全に終了）。

#### キャスト
- 阿国：菊川怜（幼少時：中山心）
- 三九郎：堺雅人
- 傳介：鈴木一真
- 九蔵：津田寛治
- お菊：原田夏希、幼少時：田中美悠
- お加賀：尾上紫
- お松：酒匂美咲→櫻谷由貴花
- おあん：石橋奈美
- 勘じ：趙珉和
- 三右衛門：蟷螂襲
- お寧：佐藤綾
- 末吉勘兵衛：堀内正美（第1回・第4回・第5回）
- 松平秀康：中川浩三
- 近衛前子：星ようこ
- 名護屋山三郎：永澤俊矢（第5回）
- お婆：新屋英子
- 大村由己梅庵：織本順吉（第1回 - 第3回）

#### スタッフ
- 原作：有吉佐和子『出雲の阿国』
- 脚本：森脇京子
- 語り：益岡徹
- 演出：渡邊良雄、中寺圭木、櫻井賢
- 制作統括：谷口卓敬
- 制作：NHK、NHK大阪

#### 放送日程
| 各話   | 放送日        | サブタイトル         | 演出     |
| ------ | ------------- | -------------------- | -------- |
| 第1回  | 2006年1月13日 | かぶく女             | 渡邊良雄 |
| 第2回  | 2006年1月20日 | 涙と微笑（ほほえ）み | 中寺圭木 |
| 第3回  | 2006年1月27日 | 天下一               | 櫻井賢   |
| 第4回  | 2006年2月03日 | 姉と妹               | 渡邊良雄 |
| 第5回  | 2006年2月10日 | 恋の亡霊             | 中寺圭木 |
| 最終回 | 2006年2月17日 | 神の踊り子           | 渡邊良雄 |